# Tricholomopsis
Tricholomopsis Singer (rycerzyk) – rodzaj grzybów należący do rzędu pieczarkowców (Agaricales).

## Charakterystyka
Grzyby saprotroficzne żyjące na martwym drewnie. Kapelusze suche, filcowate do łuskowatych. Blaszki barwy żółtej. Miąższ barwy żółtej. Wysyp zarodników biały, nieamyloidalny. Zarodniki eliptyczne, gładkie, bez pory rostkowej. Trama blaszek regularna (strzępki biegną równolegle), z dużymi cystydami.

## Systematyka i nazewnictwo
Pozycja w klasyfikacji według Index Fungorum: Tricholomataceae, Agaricales, Agaricomycetidae, Agaricomycetes, Agaricomycotina, Basidiomycota, Fungi.
Nazwę polską po raz pierwszy podali K. Zaleski i S. Wojciechowski w opracowaniu Grzyby Państwowego Nadleśnictwa Zielonka (woj. poznańskie), zebrane w latach 1946 i 1947. W polskim piśmiennictwie mykologicznym rodzaj ten opisywany był dawniej jako bedłka, boczniak lub brzegowłosek.
Niektóre gatunki
- Tricholomopsis araucariae Singer 1954
- Tricholomopsis atrogrisea Pegler 1983
- Tricholomopsis bambusina Hongo 1959
- Tricholomopsis decora (Fr.) Singer 1939 – rycerzyk oliwkowożółty
- Tricholomopsis ornata (Fr.) Singer 1943 – rycerzyk czerwonołuskowy
- Tricholomopsis ornaticeps (G. Stev.) E. Horak 1971
- Tricholomopsis rutilans (Schaeff.) Singer 1939 – rycerzyk czerwonozłoty
- Tricholomopsis sulphureoides (Peck) Singer 1943

Wykaz gatunków (nazwy naukowe) na podstawie Index Fungorum. Obejmuje on wszystkie gatunki występujące w Polsce i niektóre inne. Uwzględniono tylko gatunki zweryfikowane o potwierdzonym statusie. Nazwy polskie według checklist Władysława Wojewody.